# Pieter van Santen

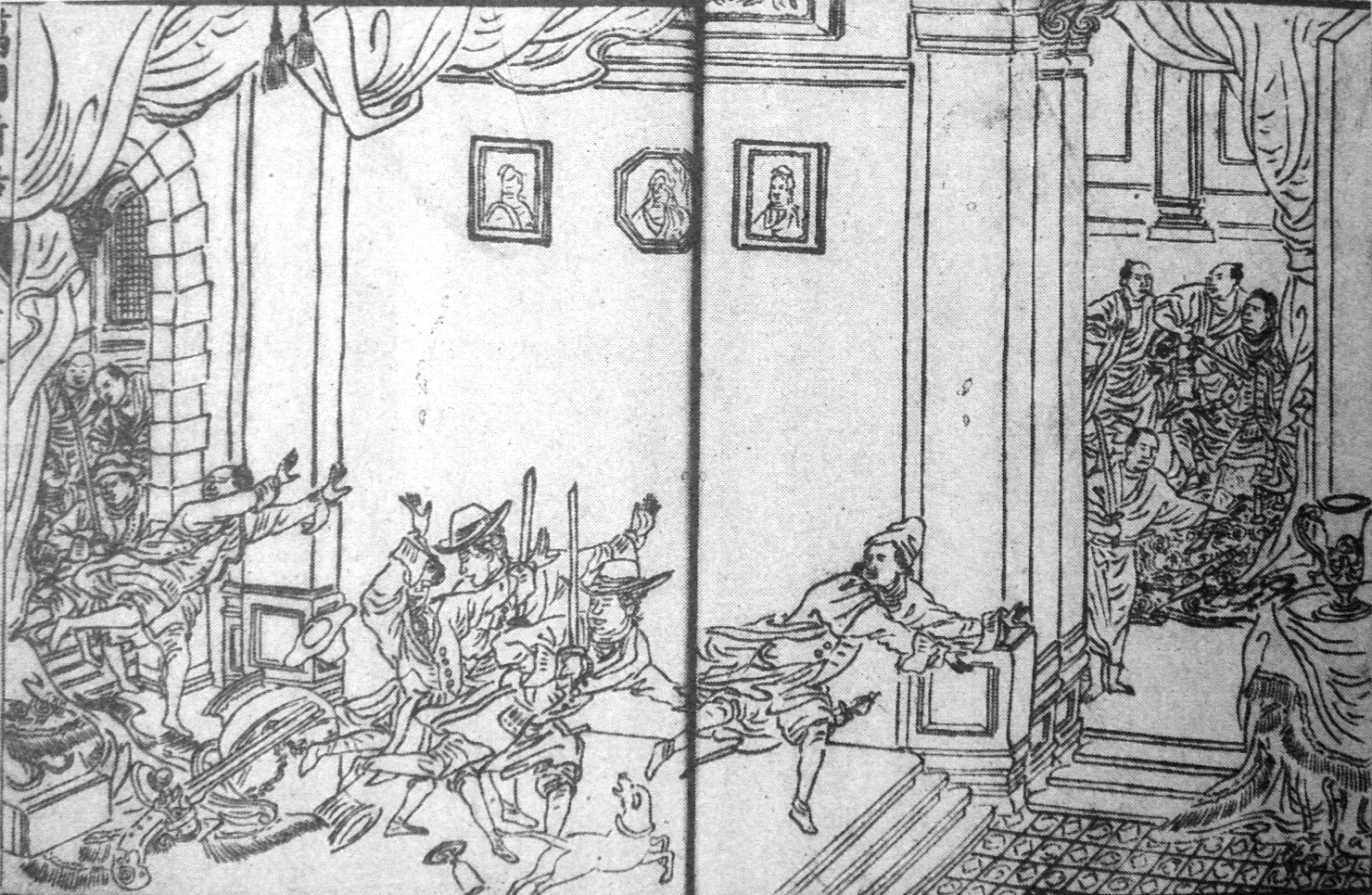
Pieter Nuyts door de Japanners gevangengenomen in 1628

Pieter van Santen was een koopman in dienst van de VOC in Hirado, een eiland voor Japan. In 1630 vergezelden hij en François Caron het opperhoofd op zijn hofreis naar Edo. Na de dood van Cornelis van Nijenrode is hij in 1633 benoemd tot tijdelijk opperhoofd in Japan. In die periode is maar een schip in Japan gearriveerd.
Van Santen was getrouwd met een halfbloed dochter van Melchior van Santvoort. Van Santen was, naast de affaire met Pieter Nuyts die zijn zoon als gijzelaar had moeten afstaan en in Japanse gevangenschap stierf, ook betrokken bij de erfenis van Cornelis van Nijenrode en had een aanzienlijke som onder zijn beheer bestemd voor het levensonderhoud van de kinderen van Van Nijenrode.
Van Santen is opgevolgd door Nicolaes Coeckebacker.